# Hemerobiidae
Famille
Les hémérobiidés (Hemerobiidae) forment la plus grande famille de l'ordre des Neuroptera. Les adultes et les larves sont des prédateurs généralistes. Plusieurs espèces d'hémérobes sont considérées comme des insectes bénéfiques dans le domaine de l'agriculture. Ces insectes peuvent être confondus avec les membres de la famille des Chrysopidae.

## Description

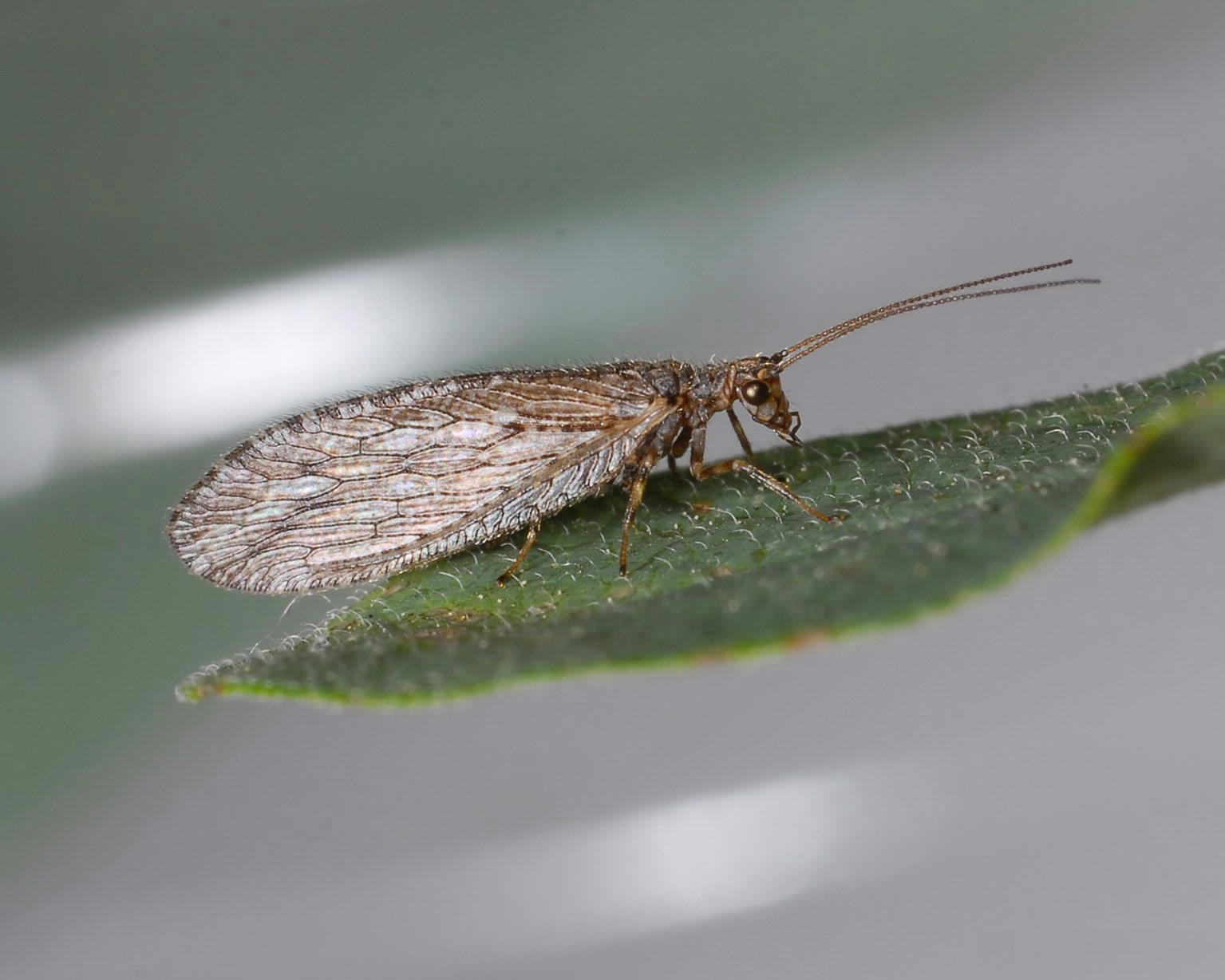
Hémérobe adulte - genre Micromus.

L'hémérobe adulte possède de longues antennes, de larges yeux et de grandes ailes nervurées qui couvrent son abdomen. Les ailes sont généralement arrondies et possèdent de petits poils sur leur surface. Les adultes sont de couleur brune à brun verdâtre. Chez la larve, le corps se termine en pointe et possède de fortes mandibules. L'adulte et la larve peuvent être confondus avec les membres de la famille des Chrysopidae.
Les larves sont prédatrices et se nourrissent de pucerons, d'acariens phytophages, d'œufs de lépidoptères et de plusieurs autres insectes. Elles sont généralement actives et très voraces. Par exemple, la larve de Micromus jambier consomme en moyenne 41 pucerons pendant son stade larvaire. Les larves d'hémérobes peuvent aussi être cannibales.
Les adultes sont prédateurs et consomment des pucerons et d'autres petits insectes. Ils peuvent également se nourrir du nectar des fleurs et du miellat produit par les pucerons. On les retrouve dans les prés, dans les champs agricoles, dans les vergers et dans les boisés.

## Cycle de vie
Les femelles pondent des œufs non pétiolés (contrairement aux chrysopes) habituellement seuls ou en masse. La larve est généralement très mobile tout au long de son stade larvaire. Toutefois chez certaines espèces (ex: Sympherobius sp. et Boriomyia sp.), le premier stade larvaire est actif mais les derniers sont relativement immobiles. À la fin de sa période larvaire, la larve d'hémérobe tisse un cocon dans une zone protégée pour entamer sa pupaison.

## Lutte biologique
Certaines espèces sont utilisées comme agent de contrôle dans les cultures. Par exemple au Texas, l'espèce Sympherobius barberi a été introduite dans des plantations d'agrumes pour contrôler les populations de cochenilles. L'espèce Micromus tasmaniae est également élevée pour la lutte biologique.
À cause de leur taux de reproduction élevé, de leur capacité à tolérer de basses températures et de leur voracité, ils peuvent être d'excellent alliés dans la lutte contre les ravageurs.

### Liste d'espèces auxiliaires
- Hemerobius humulinus Linnaeus, 1758 [7]
- Hemerobius pacificus Banks, 1897[8]
- Meleoma dolichartha (Navás, 1914) [7]
- Micromus angulatus (Stephens, 1836)[9]
- Micromus igorotus Banks, 1920 [10]
- Micromus linearis Hagen, 1858[9]
- Micromus numerosus Navás, 1910[9]
- Micromus variegatus  (Fabricius, 1793)
- Micromus variolosus Hagen, 1886[7]
- Micromus tasmaniae (Walker, 1860) [11]

## Classification
Sous-famille Adelphohemerobiinae
- Genre Adelphohemerobius Oswald, 1993

Sous-famille Drepanacrinae
- Genre Austromegalomus Oswald, 1988
- Genre Conchopterella Handschin, 1955
- Genre Drepanacra Tillyard, 1916

Sous-famille Carobiinae
- Genre Carobius Banks, 1909

Sous-famille Drepanepteryginae
- Genre Drepanepteryx Leach, 1815
- Genre Gayomyia (Blanchard in Gay, 1851)
- Genre Neuronema Krüger, 1922

Sous-famille Hemerobiinae
- GenreBiramus Oswald, 1993
- Genre Hemerobiella Kimmins, 1940
- Genre Hemerobius Linnaeus, 1758
- Genre Nesobiella (Perkins in Sharpp, 1899)
- Genre Wesmaelius Krüger, 1922

Sous-famille Megalominae
- Genre Megalomus Rambur, 1842

Sous-famille Microminae
- Genre Megalomina Banks, 1909
- Genre Micromus Rambur, 1842
- Genre Nusalala (Hagen, 1886)

Sous-famille Notiobiellinae
- Genre Anapsectra Tjeder, 1975
- Genre Notiobiella Banks, 1909
- Genre Psectra Hagen, 1866
- Genre Zachobiella Banks, 1920

Sous-famille Psychobiellinae
- Genre Psychobiella Banks, 1909

Sous-famille Sympherobiinae
- Genre Neosympherobius Kimmins, 1929
- GenreSympherobius Banks, 1904

## Sous-familles présentes en Europe
En Europe, cette famille de névroptères est composée de six sous-familles :
- Drepanepteryginae dont le genre Drepanepteryx
- Hemerobiinae
- Megalominae
- Microminae
- Notiobiellinae
- Sympherobiinae

## Fossiles
On retrouve plusieurs spécimens d'hémérobiidés fossilisés qui sont majoritairement des espèces disparues. La plupart des fossiles ont été découverts dans des roches et dans des morceaux d'ambre des périodes Éocène à Miocène. On retrouve toutefois le genre Promegalmus dans la période Jurassique. Ce genre a autrefois été considéré comme un membre d'une famille distincte appelée Promegalomidae. Aujourd'hui, il est classé comme un membre ancestral de la famille des Hemerobiidae.
Certains fossiles de larves d'hémérobes ont également été découverts mais une classification plus précise n'a pas été possible.

### Liste des fossiles remarquables
- Bothromicromus Scudder, 1878 (Eocène/Oligocène; Quesnel, Colombie-Britannique, Canada)
- Brasilopsychopsis (Crétacé, Formation Crato, Brésil)
- Cratopsychopsis (Crétacé, Formation Crato, Brésil)
- Cretomerobius Ponomarenko, 1992 (Crétacé à l'Écoène; Bon-Tsagan, Mongolie; Formation Klondike Mountain, Washington)
- Mucropalpus Pictet, 1856 (Eocène; ambre de la Baltique)
- Prochlanius Kruger, 1923 (Eocène; ambre de la Baltique)
- Promegalomus Panfilov, 1980 (Jurassique; Chimkent Oblast, Kazakhstan)
- Prophlebonema Kruger, 1923 (Eocène; ambre de la Baltique)
- Prospadobius Kruger, 1923 (Eocène; ambre de la Baltique)